# Szlak śladami dobrego wojaka Szwejka

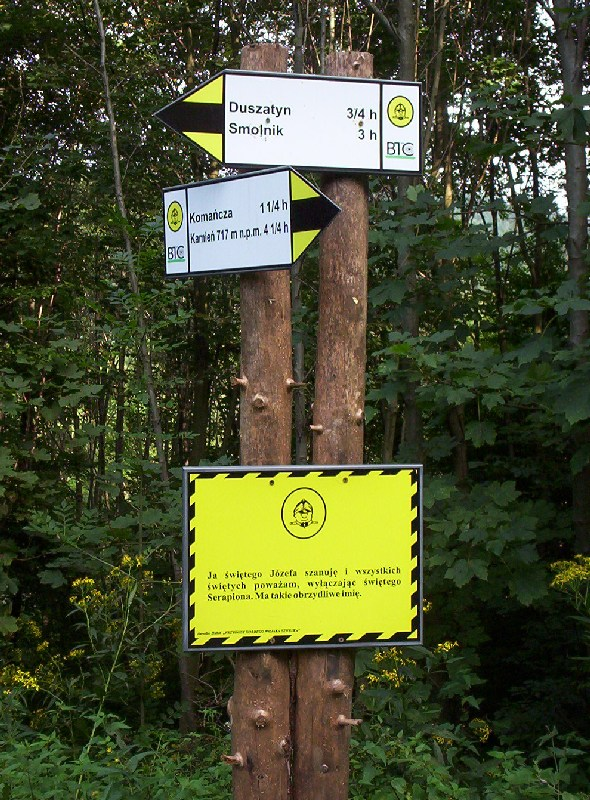
Drogowskazy i tablica z cytatem ze Szwejka na szlaku pieszym, Prełuki

Szlak „Śladami dobrego wojaka Szwejka” – międzynarodowy szlak turystyczny pieszy i rowerowy. Prowadzi z Czech przez Austrię, Węgry, Słowację, Polskę, na Ukrainę po miejscach opisanych przez Jaroslava Haška na kartach powieści Przygody dobrego wojaka Szwejka.
Polski odcinek szlaku został oficjalnie otwarty w październiku 2004. Oznaczony jest żółto-czarnymi znakami (barwy Habsburgów), na trasie postawiono 20 tablic informacyjnych i 80 z cytatami ze Szwejka (w tych samych barwach).

## Podróż Szwejka opisana w książce
Podróż Szwejka przez Galicję opisana w Przygodach dobrego wojaka Szwejka (w obecnych granicach Polski i Ukrainy):
- pociągiem: Przełęcz Łupkowska – Szczawne Kulaszne (w oryginale powieści Kulašné, przez tłumacza przekręcone na Kulaśną)  – Sanok
- pieszo: Sanok – Turowa-Wolska (przekręcona nazwa Tyrawy Wołoskiej) – Liskowiec (Liskowate lub Leszczowate) – Krościenko – okolice Felsztyna (ob. Skeliwka)
- pieszo: Okolice Felsztyna – Chyrów – Dobromil – Przemyśl
- pociągiem: Przemyśl – Chyrów – Wojałycz (Wojutycze)
- pociągiem: Wojałycz – Lwów – Żółtańce
- pieszo: Żółtańce – Klimontów Strumiłowa